# Túltervezés
A túltervezés az a módszer, hogy a terméket szándékosan úgy tervezik, hogy többet bírjon el, vagy hogy többre legyen képes, mint amennyire kell. Sok esetben (mint építmények, járművek esetén) a szükséges tűréshatárt akár többszörösen is meghaladó terhelhetőség a felhasználók  biztonságát szolgáló műszaki követelmény, amit jogszabályok is előírnak. Más esetekben a túltervezés azt jelenti, hogy a felhasználó által sosem használt képességeket vezetnek be, ami az erőforrások (pénz, munkaidő) pazarlásával jár, ami rontja a jövedelmezőséget, és lehetőséget ad a konkurenciának, hogy a felhasználói igényeknek jobban megfelelő termékét hamarább piacra dobja. Ezzel szemben ekkor a kevesebb néha több elvét kellene követni, azaz meggondolni, hogy az adott képességre tényleg szükség van-e.
Általában műszaki cikkeknél vagy speciális piaci követelményekben fordul elő, és különféle formákat ölthet. Egy termék akkor számít túltervezettnek, ha az elvárt teljesítményt túlzottan meghaladja, például egy családi autó képes 300 km/h sebességre, vagy egy 100 éves élettartammal bíró videókazetta. Túltervezett lehet egy túlbonyolított termék, például egy szövegszerkesztő, ami képes különböző kódolásokban elmenteni a szöveget, és többnyire mérnökök, és nem irodisták használják. Amellett, hogy szükségtelen funkciókkal bír, akár zavaróan bonyolult lehet a felhasználó számára, rontja a felhasználhatóságot. A bonyolultság miatt a hibákra is több lehetőség van, ami tovább rontja a felhasználhatóságot. Ekkor a karbantarthatóságot is rontja, mivel több funkciót kell karban tartani.
Ehhez kapcsolódik a piaci szegmentáció, ahol különböző felhasználóknak a termék más fajtáját kínálják. A különböző felhasználóknak más-más változat lehet túltervezett vagy alultervezett.
Oliver Wendell Holmes 1858-ban megjelent The Deacon's Masterpiece or, the Wonderful "One-hoss Shay": A Logical Story költeménye egy egy ló által vontatott könnyű kis kocsiról szól, ami 100 évig működött, majd egy nap egyszerre esett szét úgy, hogy egy alkatrésze sem esett ki elsőnek. Emiatt egy alkatrész sem volt a többihez képest túltervezve.
Ferdinand Porsche egy hasonló véleménye szerint a tökéletes versenykocsi elsőként ér célba, és mihelyt túllépte a célvonalat, darabjaira esik szét.
Okai lehetnek a piaci igények rossz előzetes felmérése vagy a maximalizmus, a tökéletességre való törekvés. A termék olyan jó, mint amilyennek az ügyfelek értékelik. Csakhogy gyakran nem kérdezik meg őket. Ezen segíthet a piackutatás, ami felméri, hogy a vásárlók miért választották ezt vagy azt a terméket.  

## Fordítás
- Ez a szócikk részben vagy egészben  az   Overengineering című angol Wikipédia-szócikk fordításán alapul.  Az eredeti cikk szerkesztőit annak laptörténete sorolja fel. Ez a jelzés csupán a megfogalmazás eredetét és a szerzői jogokat jelzi, nem szolgál a cikkben szereplő információk forrásmegjelöléseként.
- Ez a szócikk részben vagy egészben  az   Overengineering című német Wikipédia-szócikk fordításán alapul.  Az eredeti cikk szerkesztőit annak laptörténete sorolja fel. Ez a jelzés csupán a megfogalmazás eredetét és a szerzői jogokat jelzi, nem szolgál a cikkben szereplő információk forrásmegjelöléseként.